# Villands och Gärds kontrakt
Villands och Gärds kontrakt är ett kontrakt i Lunds stift inom Svenska kyrkan. Ingående församlingar ligger inom Kristianstads och Bromölla kommuner. 
Kontraktskoden är 0717.

## Administrativ historik
Kontraktet bildades 2001 av 
hela Villands kontrakt som finns omnämnt 1569 och från 1952 omfattade
- Kristianstads Heliga Trefaldighets församling
- Norra Åsums församling
- Ivetofta församling som 2010 uppgick i Ivetofta-Gualövs församling
- Gualövs församling som 2010 uppgick i Ivetofta-Gualövs församling
- Trolle-Ljungby församling som 2002 uppgick i Bäckaskogs församling
- Ivö församling som 2002 uppgick i Bäckaskogs församling
- Kiaby församling som 2002 uppgick i Bäckaskogs församling
- Åhus församling
- Nosaby församling
- Österslövs församling som 2006 uppgick i Nosaby förasmling
- Fjälkestads församling som 2006 uppgick i Nosaby förasmling
- Oppmanna församling som 2017 uppgick i Oppmanna-Vånga församling
- Vånga församling som 2017 uppgick i Oppmanna-Vånga församling
- Fjälkinge församling som 2006 uppgick i Fjälkinge-Nymö församling som 2022 uppgick i Fjälkinge församling
- Nymö församling som 2006 uppgick i Fjälkinge-Nymö församling
- Gustav Adolfs församling som 2002 uppgick i Gustav Adolf-Rinkaby församling som 2022 uppgick i Fjälkinge församling
- Rinkaby församling som 2002 uppgick i Gustav Adolf-Rinkaby församling som 2022 uppgick i Fjälkinge församling
- Näsums församling

hela Gärds kontrakt med
- Västra Vrams församling som 2006 uppgick i Västra och Östra Vrams församling som 2022 uppgick i Tollarps församling
- Östra Vrams församling som 2006 uppgick i Västra och Östra Vrams församling
- Linderöds församling som 2022 uppgick i Tollarps församling
- Äsphults församling som 2022 uppgick i Tollarps församling
- Everödsbygdens församling som 2014 uppgick i Degeberga-Everöds församling
- Degeberga församling som 2014 uppgick i Degeberga-Everöds församling
- Vittskövle församling som 2010 uppgick i Degeberga församling
- Maglehems församling som 2010 uppgick i Degeberga församling
- Hörröds församling som 2010 uppgick i Degeberga församling
- Huaröds församling som 2010 uppgick i Degeberga församling
- Vä församling som 2002 uppgick i Vä-Skepparslövs församling
- Skepparslövs församling som 2002 uppgick i Vä-Skepparslövs församling
- Köpinge församling
- Träne församling som 2002 uppgick i Träne-Djurröds församling
- Djurröds församling som 2002 uppgick i Träne-Djurröds församling
- Färlövs församling som 2003 uppgick i Araslövs församling
- Norra Strö församling som 2003 uppgick i Araslövs församling
- Önnestads församling som 2003 uppgick i Araslövs församling